# Sztyerlitamak
Sztyerlitamak (oroszul: Стерлитамак, baskír nyelven: Стәрлетамаҡ) város Oroszországban, a Baskír Köztársaságban.

## Népesség
- 2002-ben 264 362 lakosa volt, melyből 131 479 orosz, 60 779 tatár, 41 208 baskír, 13 997 csuvas, 6 661 ukrán, 4 964 mordvin, 692 német, 649 azeri, 621 fehérorosz, 560 örmény, 541 mari, 345 üzbég, 110 udmurt.
- 2010-ben 273 486 lakosa volt, melyből 133 115 orosz, 64 310 tatár, 42 497 baskír, 14 309 csuvas, 5 104 ukrán, 4 091 mordvin, 486 fehérorosz, 449 mari, 94 udmurt.

## Híres emberek
- Itt született Viktor Alekszandrovics Sapovalov (1965–) orosz autóversenyző.
- Itt született Tatyjana Romanovna Lebegyeva (1976–) olimpiai, világ- és Európa-bajnok orosz atléta.